# Masjid al-Haram

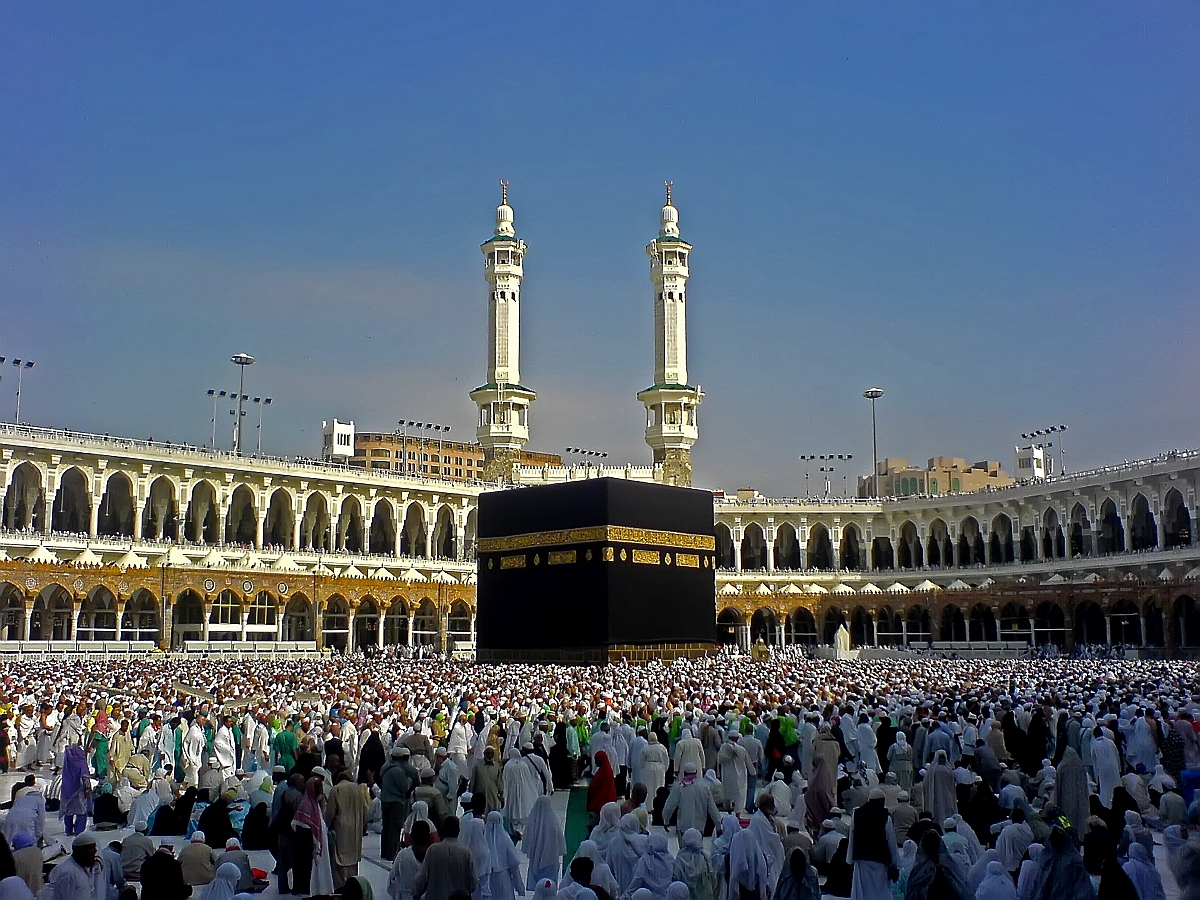
Den heliga moskén med Kaba i mitten.

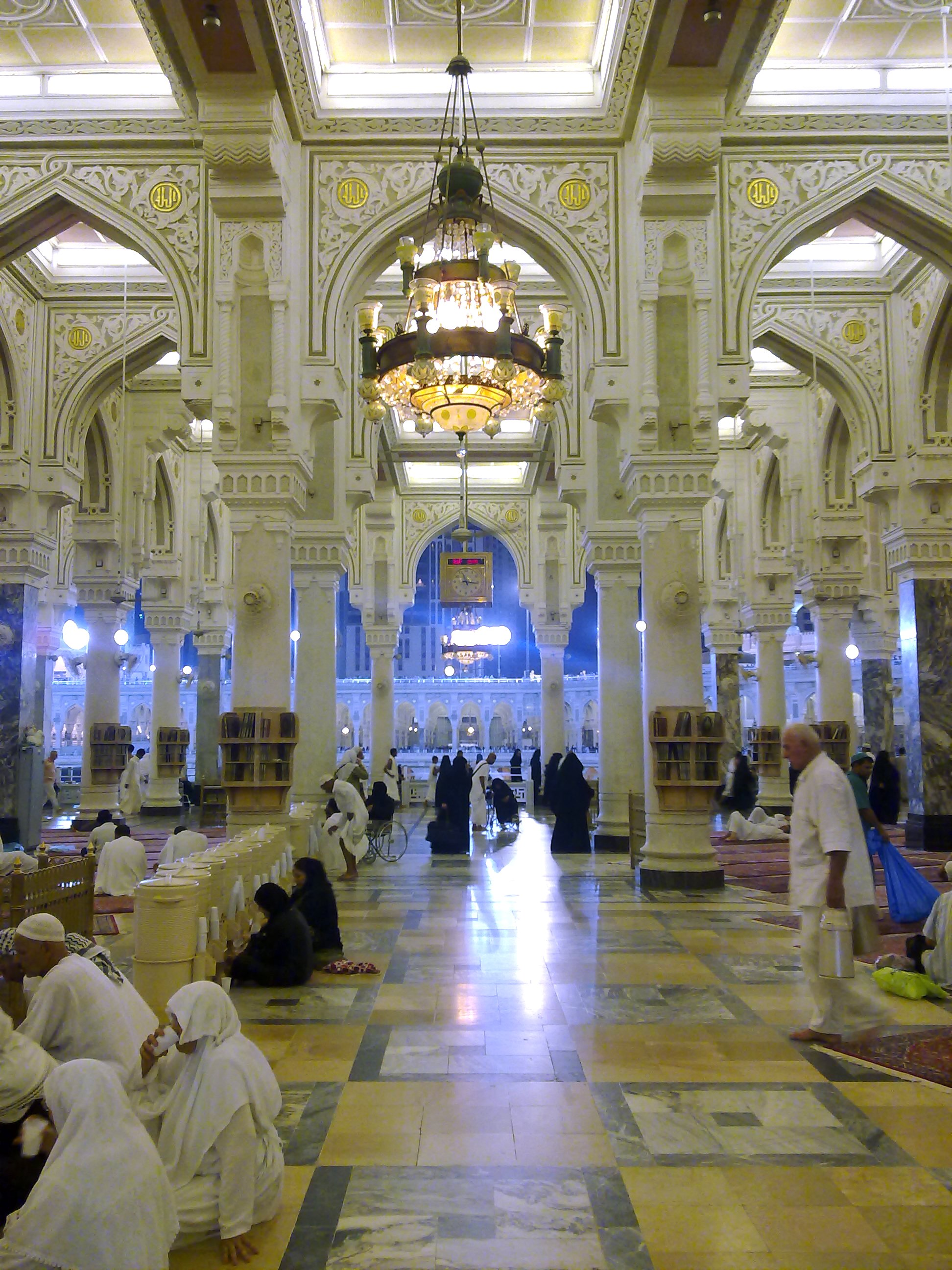
Interiör från moskén, fotograferad under ramadan 2010.

al-Masjid al-Haram (arabiska: al-Masjid al-Ḥarām; المسجد الحرام; IPA: [ʔælmæsʤɪd ælħaram]; Den heliga moskén), är världens största moské. Den är belägen i Mecka i Saudiarabien. Moskén omger Kaba, helgedomen dit muslimer vänder sig vid de dagliga bönerna, och som är muslimernas heligaste plats. Intill Kaba ligger vattenkällan Zamzam. 
Moskén täcker ett område på 356 800 kvadratmeter och rymmer 800 000 gudstjänstdeltagare, och under hajj (vallfärden) ökas kapaciteten till fyra miljoner besökare. Under hajj besöker flera miljoner muslimska pilgrimer moskén varje år. Pilgrimerna cirkulerar runt Kaba under en ritual som kallas för tawaf. Den första moskén på platsen bestod av en mur runt Kaba som byggdes 638 av kalifen Umar ibn al-Khattab.
Andra viktiga platser i närheten av Kaba är Abrahams station (maqam Ibrahim), den svarta stenen, bergen al-Safa och al-Marwa (som pilgrimer måste gå eller springa mellan i en ritual som kallas för sa'y).

## Galleri

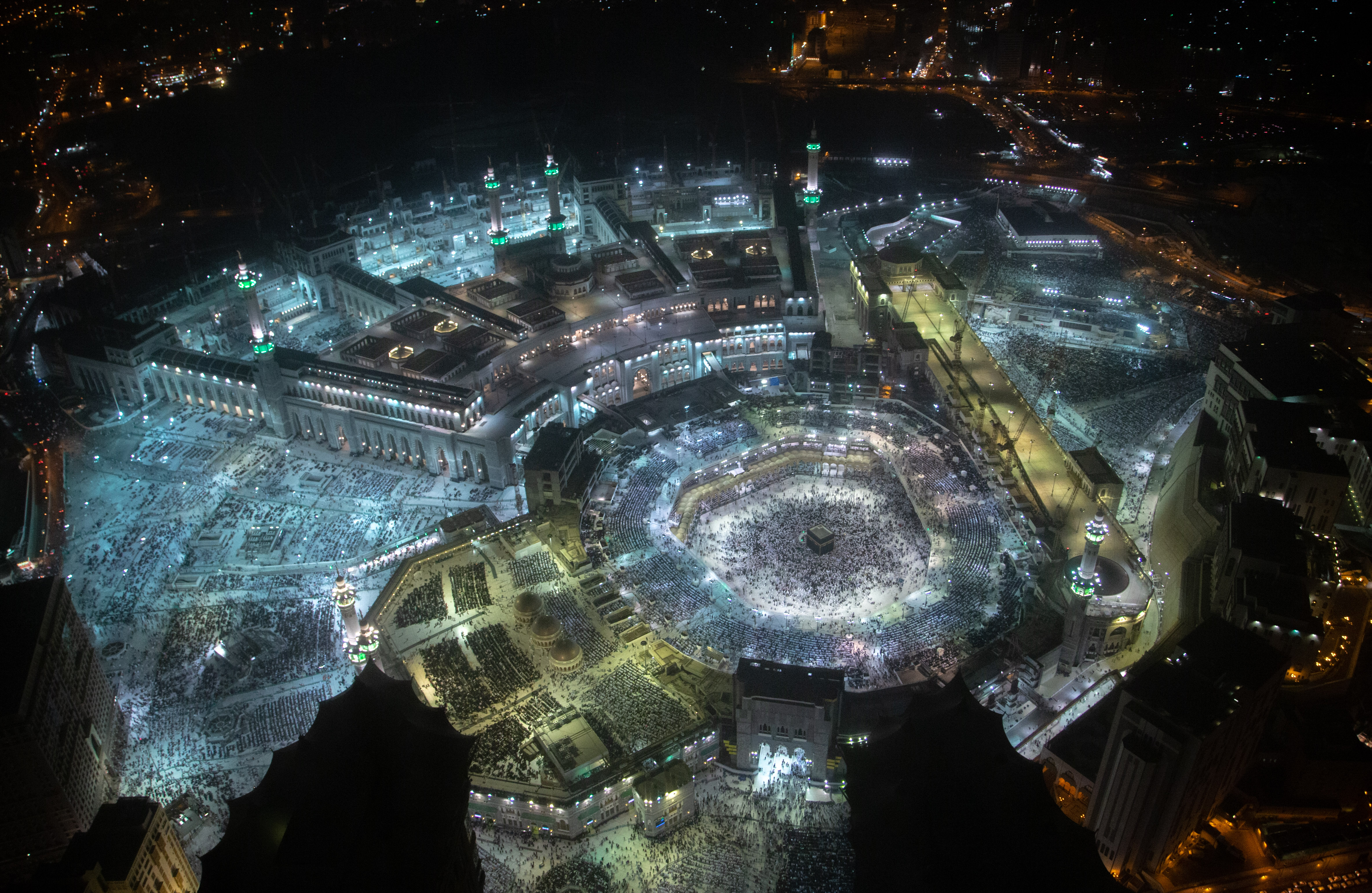
Vy ovanifrån.
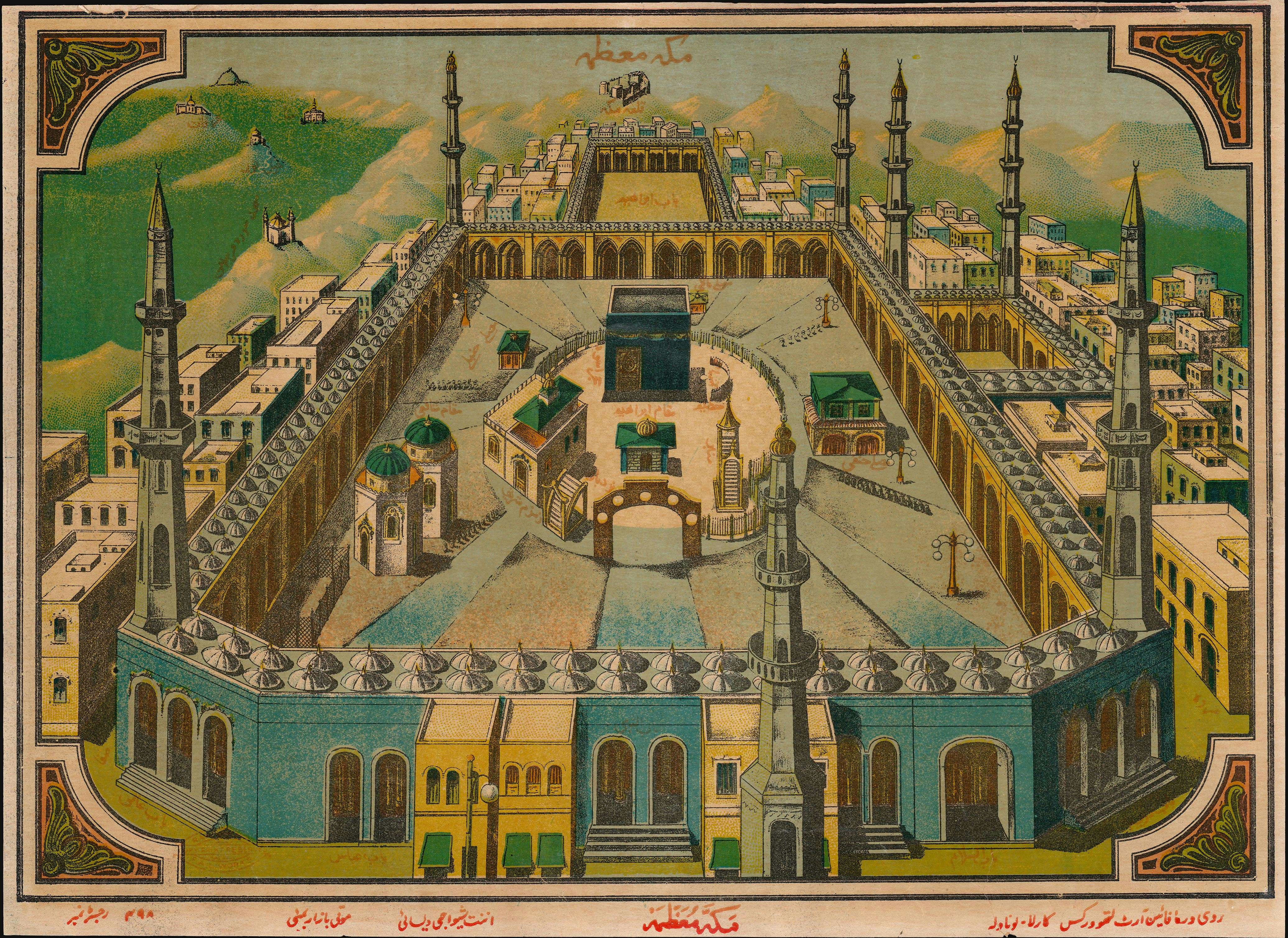
1900-tals vy av Masjid al-Haram.
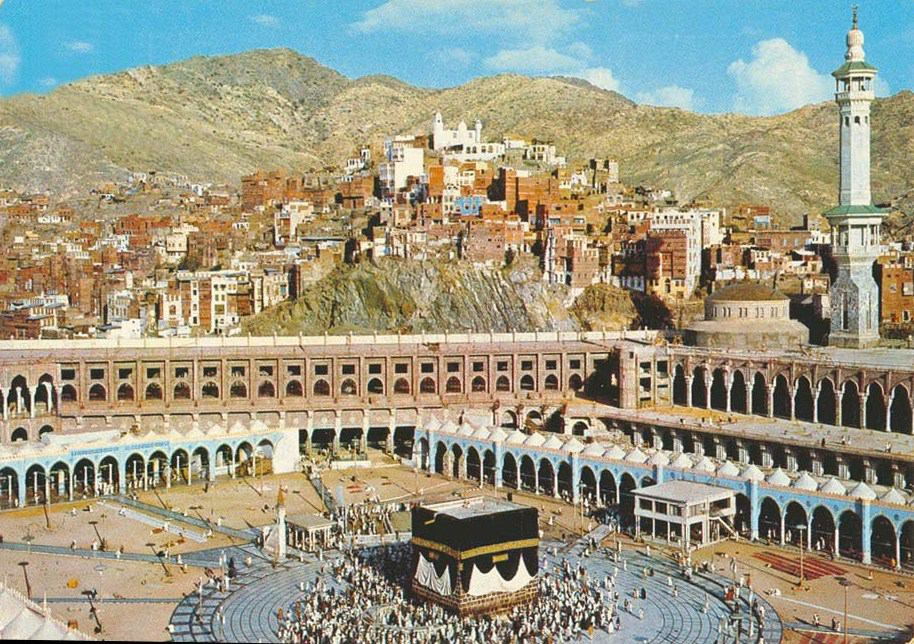
Masjid al-Haram 1969.
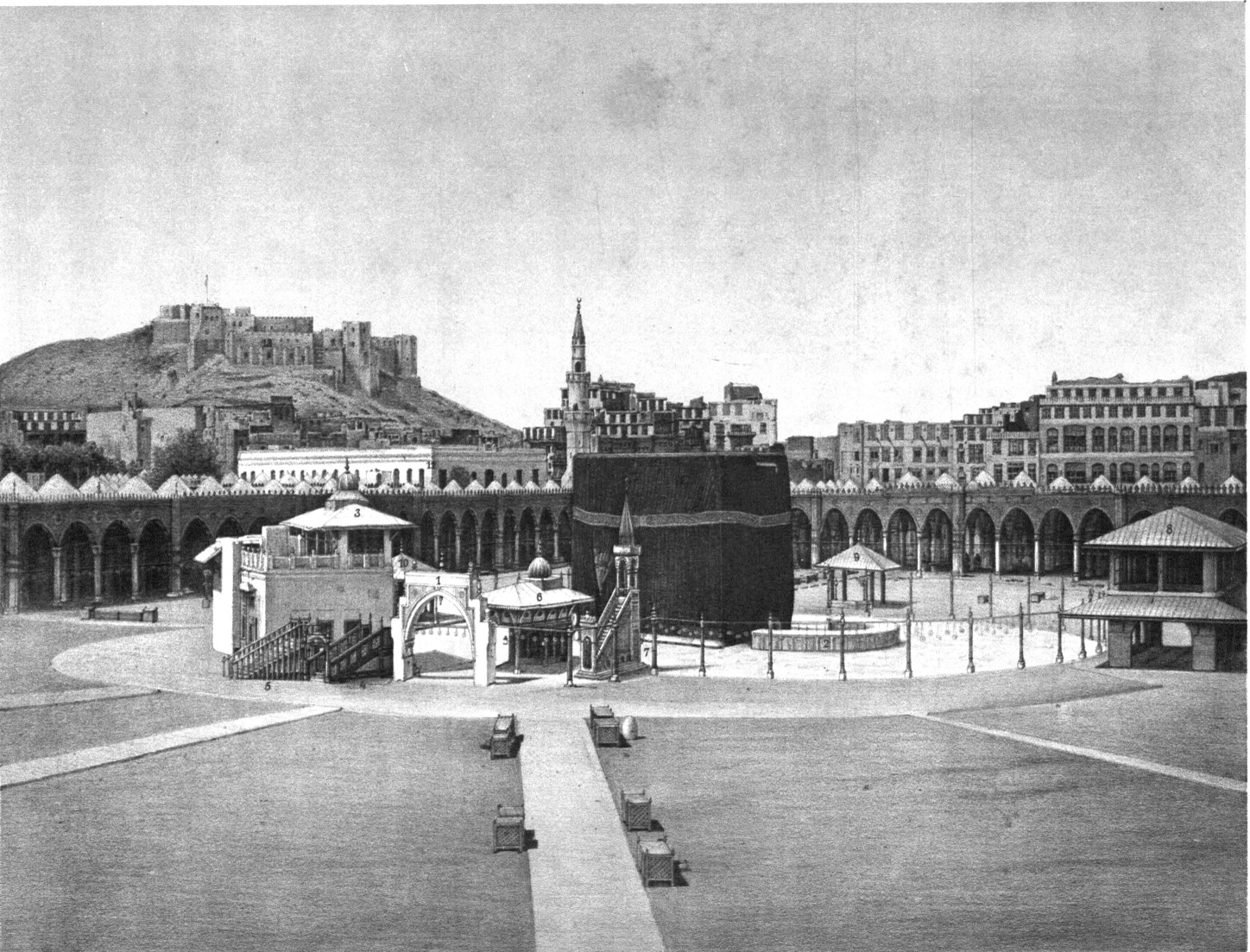
Masjid al-Haram 1889.
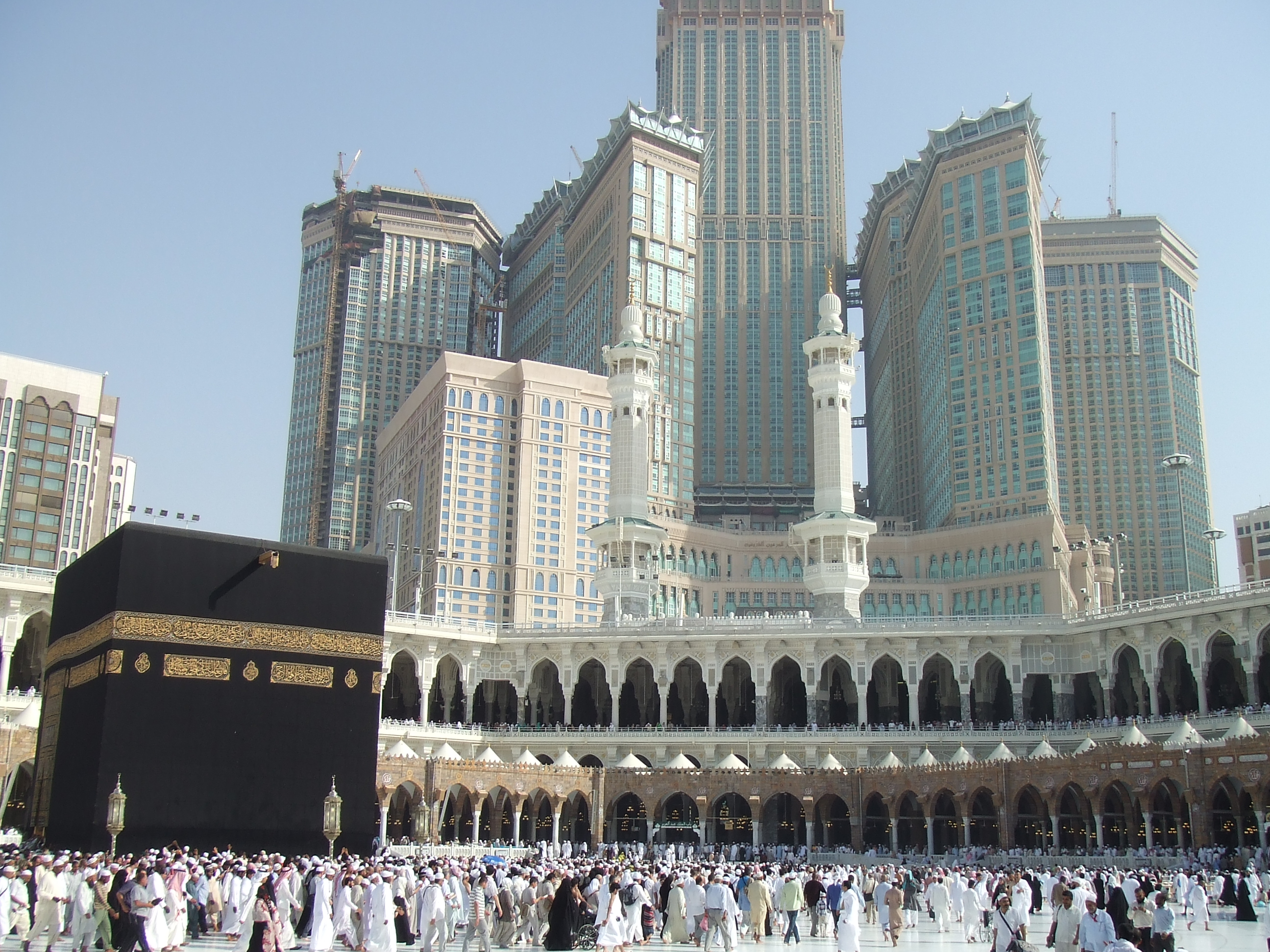
Masjid al-Haram 2012.
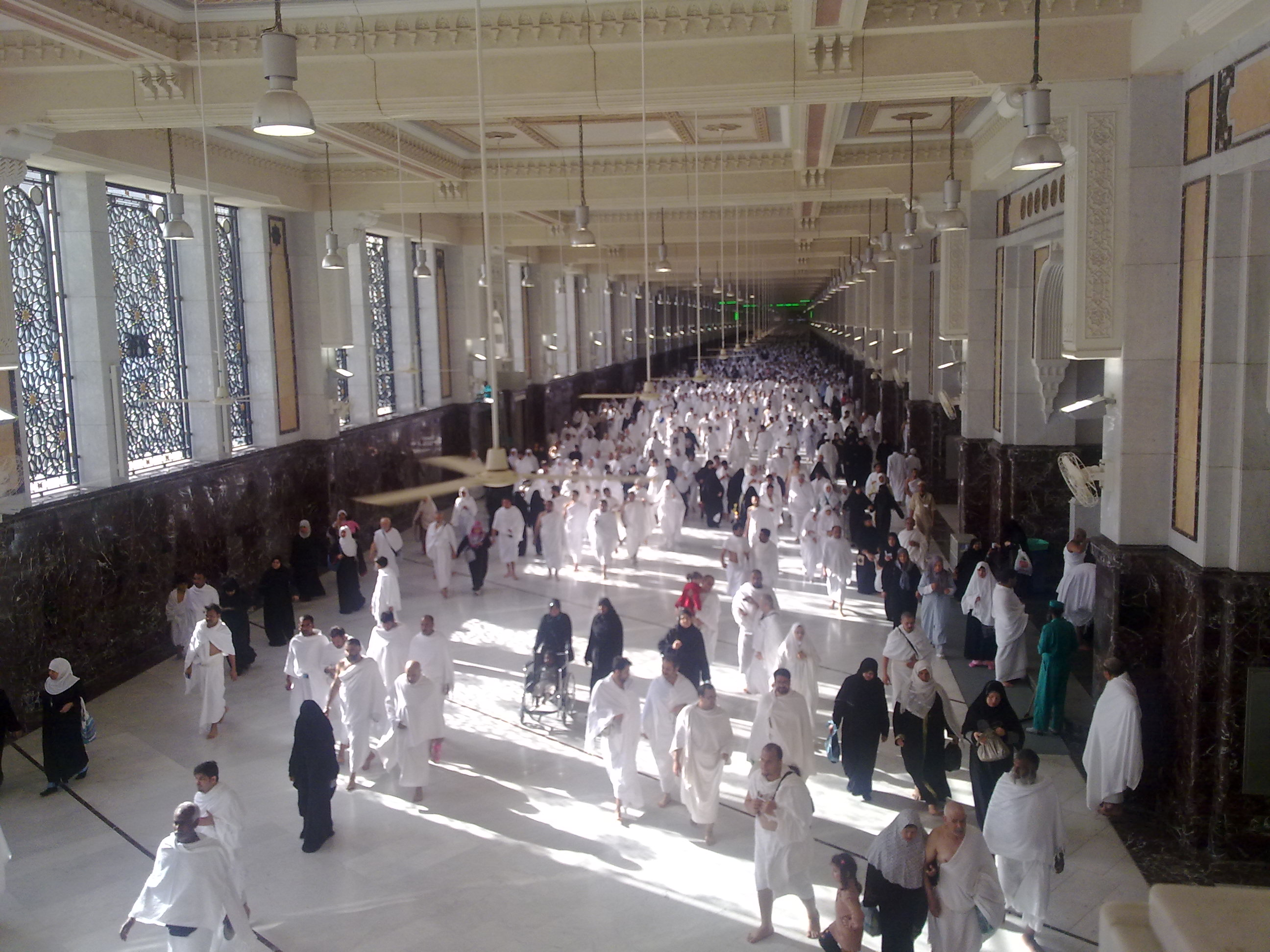
Muslimer utför ritualen sa'y.